# Liste der Kulturdenkmäler in Offenbach am Main
Die folgende Liste enthält die in der Denkmaltopographie ausgewiesenen Kulturdenkmäler auf dem Gebiet  der kreisfreien Stadt Offenbach am Main, Hessen.
Hinweis: Die Reihenfolge der Denkmäler in dieser Liste orientiert sich zunächst an Stadtteilen und anschließend der Anschrift, alternativ ist sie auch nach der Bezeichnung, der vom Landesamt für Denkmalpflege vergebenen Nummer oder der Bauzeit sortierbar.
Kulturdenkmäler werden fortlaufend im Denkmalverzeichnis des Landes Hessen durch das Landesamt für Denkmalpflege Hessen auf Basis des Hessischen Denkmalschutzgesetzes (HDSchG) geführt. Die Schutzwürdigkeit eines Kulturdenkmals hängt nicht von der Eintragung in das Denkmalverzeichnis des Landes Hessen oder der Veröffentlichung in der Denkmaltopographie ab.

Die Kulturdenkmäler folgender Stadtteile sind in eigenen Listen erfasst:
- Liste der Kulturdenkmäler in Bieber
- Liste der Kulturdenkmäler in Bürgel
- Liste der Kulturdenkmäler in Nordend
- Liste der Kulturdenkmäler in Rumpenheim
- Liste der Kulturdenkmäler in Tempelsee
- Liste der Kulturdenkmäler in Westend

| Bild                                                 | Bezeichnung                                                           | Lage | Beschreibung | Bauzeit                | Objekt-Nr. |
| ---------------------------------------------------- | --------------------------------------------------------------------- | --- | --- | ---------------------- | ---------- |
| weitere Bilder                                       | Post                                                                  | Offenbach, Aliceplatz 10 LageFlur: 1, Flurstück: 115/1 | | 1884                   | 78101 DDB  |
| weitere Bilder                                       |                                                                       | Offenbach, Am Waldpark 25 LageFlur: 9, Flurstück: 9/20 | | 1924                   | 78102 DDB  |
| weitere Bilder                                       |                                                                       | Offenbach, Am Waldpark 35 LageFlur: 9, Flurstück: 9/29 | | 1925                   | 78375 DDB  |
| Gesamtanlage I Anlagenring                           | Gesamtanlage I Anlagenring                                            | Offenbach, Anlagenring Lage | Ringstraße und Parkanlage vom Stadtteil Kaiserlei durch das Westend bis zum Klinikum und von dort in Richtung des S-Bahnhofs Offenbach Ost. Wesentliche Teile des Rings entstanden unter Leitung von Leonhard Eißnert. Ziel des Anlagenrings war in erster Linie eine wohnungsnahe Parkanlage entlang der Gründerzeitquartiere zu bieten, die ab dem 19. Jahrhundert am südlichen Stadtrand entstanden waren.                   | 1906–1930er            | 78355 DDB  |
|                                                      |                                                                       | Offenbach, Arndtstraße 26/Starkenburgring 19 LageFlur: 21, Flurstück: 73, 74                                                                                 | | 1909                   | 78104 DDB  |
| weitere Bilder                                       | Gesamtanlage V                                                        | Offenbach, Austraße – Hermann-Steinhäuser-Straße Lage | |                        | 78359 DDB  |
|                                                      |                                                                       | Offenbach, Austraße 4 LageFlur: 2, Flurstück: 446/1 | | 1895                   | 78108 DDB  |
|                                                      |                                                                       | Offenbach, Austraße 6 LageFlur: 2, Flurstück: 446/2 | | 1901                   | 78109 DDB  |
| weitere Bilder                                       |                                                                       | Offenbach, Austraße 11 LageFlur: 23, Flurstück: 249 | | 1893                   | 78110 DDB  |
| Gesamtanlage XV                                      | Gesamtanlage XV                                                       | Offenbach, Bahnhofstraße Lage | |                        | 78369 DDB  |
| weitere Bilder                                       | N+M Haus                                                              | Offenbach, Berliner Straße 77 LageFlur: 3, Flurstück: 64/1                                                                                                   | Wohn- und Geschäftshaus | 1969/1970              | 782799 DDB |
| weitere Bilder                                       | Rathaus                                                               | Offenbach, Berliner Straße 100/Stadthof 15 LageFlur: 3, Flurstück: 181/10                                                                                    | | 1968                   | 78376 DDB  |
|                                                      |                                                                       | Offenbach, Berliner Straße 124 LageFlur: 3, Flurstück: 169/2                                                                                                 | | Anfang 20. Jahrhundert | 78377 DDB  |
| Gesamtanlage VI                                      | Gesamtanlage VI                                                       | Offenbach, Bieberer Straße – Eginhardstraße – Lämmerspieler Weg Lage                                                                                         | |                        | 78360 DDB  |
| weitere Bilder                                       | Markthäuschen                                                         | Offenbach, Bieberer Straße 9 B LageFlur: 2, Flurstück: 839/1                                                                                                 | Bau mit mächtigem Walmdach, welches von einem Uhrtürmchen bekrönt ist. | 1910–1911              | 78128 DDB  |
| weitere Bilder                                       |                                                                       | Offenbach, Bieberer Straße 18 LageFlur: 2, Flurstück: 414 | | 1906                   | 78121 DDB  |
| weitere Bilder                                       |                                                                       | Offenbach, Bieberer Straße 20 LageFlur: 2, Flurstück: 415 | | 1907                   | 78122 DDB  |
| weitere Bilder                                       | Marienkirche, Pfarr- und Küsterhaus                                   | Offenbach, Bieberer Straße 51–55 LageFlur: 2, Flurstück: 164                                                                                                 | | 1911                   | 78123 DDB  |
| weitere Bilder                                       | Finanzamt                                                             | Offenbach, Bieberer Straße 59 LageFlur: 2, Flurstück: 162/4                                                                                                  | | 1842                   | 78124 DDB  |
| weitere Bilder                                       | Ehemaliges Offizierskasino                                            | Offenbach, Bieberer Straße 61 LageFlur: 2, Flurstück: 162/1                                                                                                  | | 1905                   | 78125 DDB  |
| weitere Bilder                                       |                                                                       | Offenbach, Bieberer Straße 78 LageFlur: 2, Flurstück: 87 | | 1902                   | 78126 DDB  |
| weitere Bilder                                       |                                                                       | Offenbach, Bieberer Straße 99 LageFlur: 22, Flurstück: 89/3                                                                                                  | | 1890                   | 78127 DDB  |
| weitere Bilder                                       |                                                                       | Offenbach, Bieberer Straße 137 LageFlur: 22, Flurstück: 557                                                                                                  | | 1901                   | 78129 DDB  |
| weitere Bilder                                       | Haus Frühauf                                                          | Offenbach, Bieberer Straße 148 LageFlur: 22, Flurstück: 11/4                                                                                                 | | 1936                   | 78380 DDB  |
|                                                      |                                                                       | Offenbach, Bieberer Straße 152/154 LageFlur: 22, Flurstück: 11/1, 11/2                                                                                       | | 1913                   | 78130 DDB  |
|                                                      |                                                                       | Offenbach, Bieberer Straße 156/158 LageFlur: 22, Flurstück: 8/3, 10/2                                                                                        | | 1904                   | 78131 DDB  |
| Verwaltungs- und Torbau                              | Verwaltungs- und Torbau                                               | Offenbach, Bieberer Straße 215 LageFlur: 9, Flurstück: 19/1                                                                                                  | | 1923                   | 78381 DDB  |
| weitere Bilder                                       |                                                                       | Offenbach, Bieberer Straße 259 LageFlur: 9, Flurstück: 13/7                                                                                                  | | 1898                   | 78132 DDB  |
| Leonhard-Eißnert-Park, Gefallenendenkmal             | Leonhard-Eißnert-Park, Gefallenendenkmal                              | Offenbach, Bieberer Straße o. Nr. LageFlur: 9, Flurstück: 6/3                                                                                                | Begehbares Denkmal nach Entwurf von Hugo Eberhardt. Geschaffen zum Andenken an die Gefallenen des Ersten Weltkriegs; heute erstreckt auch auf die Opfer des Zweiten Weltkriegs. | 1924–1926              | 78382 DDB  |
|                                                      |                                                                       | Offenbach, Bismarckstraße 32 LageFlur: 2, Flurstück: 75 | | 1906                   | 78133 DDB  |
| weitere Bilder                                       |                                                                       | Offenbach, Bismarckstraße 63 LageFlur: 2, Flurstück: 133 | | 1889                   | 78134 DDB  |
| weitere Bilder                                       |                                                                       | Offenbach, Bismarckstraße 65/67 LageFlur: 2, Flurstück: 129, 130                                                                                             | | Ende 19. Jahrhundert   | 78135 DDB  |
|                                                      |                                                                       | Offenbach, Bismarckstraße 75/77 LageFlur: 2, Flurstück: 122/1, 125/1                                                                                         | | 1896                   | 78136 DDB  |
| weitere Bilder                                       | altkath. Christuskirche                                               | Offenbach, Bismarckstraße 105 LageFlur: 1, Flurstück: 667 | | 1899                   | 78138 DDB  |
| weitere Bilder                                       |                                                                       | Offenbach, Bismarckstraße 123 LageFlur: 1, Flurstück: 492/1                                                                                                  | Neobarockes dreigeschossiges Wohnhaus | 1904                   | 78139 DDB  |
| weitere Bilder                                       | Sachgesamtheit Bahnhof                                                | Offenbach, Bismarckstraße 146 LageFlur: 1, Flurstück: 528/5, 528/9, 528/11, 599/2, 621/5                                                                     | |                        | 78140 DDB  |
| weitere Bilder                                       | Ehemalige Hauptpost                                                   | Offenbach, Bismarckstraße 152 LageFlur: 1, Flurstück: 393/7                                                                                                  | | 1929                   | 78141 DDB  |
| weitere Bilder                                       |                                                                       | Offenbach, Bismarckstraße 159 LageFlur: 1, Flurstück: 362 | | 1897                   | 78142 DDB  |
| weitere Bilder                                       |                                                                       | Offenbach, Bismarckstraße 177 LageFlur: 1, Flurstück: 347 | | 1899                   | 78143 DDB  |
|                                                      |                                                                       | Offenbach, Bleichstraße 38 LageFlur: 2, Flurstück: 309 | | 1910                   | 78147 DDB  |
|                                                      |                                                                       | Offenbach, Bleichstraße 60 LageFlur: 2, Flurstück: 214 | | 1905                   | 78148 DDB  |
|                                                      |                                                                       | Offenbach, Blumenstraße 5 LageFlur: 8, Flurstück: 17/1 | | 1924                   | 78149 DDB  |
| weitere Bilder                                       |                                                                       | Offenbach, Blumenstraße 8 LageFlur: 8, Flurstück: 45/1 | | 1913                   | 78383 DDB  |
| weitere Bilder                                       |                                                                       | Offenbach, Blumenstraße 10 LageFlur: 8, Flurstück: 45/2 | | 1913                   | 78150 DDB  |
| weitere Bilder                                       | Katholische Kirche St. Joseph mit Pfarrhaus und Nebengebäuden         | Offenbach, Brüder-Grimm-Straße 3–5 LageFlur: 20, Flurstück: 100/9                                                                                            | | 1930–1932              | 78151 DDB  |
| zweigeschossige Villa, ursprünglich Fabrikantenvilla |                                                                       | Offenbach, Buchhügelallee 44 LageFlur: 22, Flurstück: 302/7                                                                                                  | | 1905                   | 78152 DDB  |
| weitere Bilder                                       | Gesamtanlage XIII                                                     | Offenbach, Buchrainweg Lage | |                        | 78367 DDB  |
| weitere Bilder                                       |                                                                       | Offenbach, Buchrainweg 15 LageFlur: 7, Flurstück: 378 | | 1905                   | 78154 DDB  |
| weitere Bilder                                       | Doppelhaus Buchrainweg 27/29                                          | Offenbach, Buchrainweg 27/29 LageFlur: 7, Flurstück: 364, 367                                                                                                | | 1902                   | 78155 DDB  |
| weitere Bilder                                       |                                                                       | Offenbach, Buchrainweg 44/46 LageFlur: 8, Flurstück: 21/1, 22                                                                                                | | 1908                   | 78156 DDB  |
| weitere Bilder                                       |                                                                       | Offenbach, Buchrainweg 68 LageFlur: 8, Flurstück: 5/2 | | 1925                   | 78157 DDB  |
| weitere Bilder                                       |                                                                       | Offenbach, Buchrainweg 105 LageFlur: 8, Flurstück: 166/6 | | 1923                   | 78158 DDB  |
| weitere Bilder                                       | Buchrainweg 135                                                       | Offenbach, Buchrainweg 135 LageFlur: 8, Flurstück: 199/2 | Zwei rechtwinklig miteinander verbundene Flügel in zweigeschossiger Ausführung. Erbaut im Landhausstil zeigt es eine Kombination von modernen und neuklassizistischen Architekturelementen. Die Straßenfassade ist von einem mittigen, säulengestützten Balkon und darüber liegenden Zwerchhaus im Walmdach dominiert. Das Gebäude ist wahrscheinlich der einzig in Offenbach erhaltene Wohnbau des Architekten Hugo Eberhardt. | 1912–1913              | 78159 DDB  |
| weitere Bilder                                       | Ehemalige Schuhfabrik Hassia                                          | Offenbach, Christian-Pleß-Straße 13 LageFlur: 21, Flurstück: 203/3                                                                                           | | 1911                   | 78161 DDB  |
| weitere Bilder                                       | Sachgesamtheit MAN-Roland-Werk                                        | Offenbach, Christian-Pleß-Straße 18 LageFlur: 21, Flurstück: 212/10 + 11, 224, 225                                                                           | | 1951                   | 78160 DDB  |
| hier: Liebigstraße 56                                | Gesamtanlage XI                                                       | Offenbach, Darmstädter Straße Lage | |                        | 78365 DDB  |
| weitere Bilder                                       | Ehemaliger städtischer Schlachthof                                    | Offenbach, Erlenbruchstraße 1, 23, 27; Ernst-Griesheimer-Platz 1, 4, 5, 6, 7, 8 LageFlur: 20, Flurstück: 192/3, 192/16–19, 192/20, 192/33, 192/36, 192/42–44 | | 1902                   | 95191 DDB  |
|                                                      |                                                                       | Offenbach, Frankfurter Straße 25 LageFlur: 3, Flurstück: 147                                                                                                 | | 1908                   | 78168 DDB  |
|                                                      |                                                                       | Offenbach, Frankfurter Straße 30 LageFlur: 1, Flurstück: 18                                                                                                  | | 1905                   | 78169 DDB  |
|                                                      |                                                                       | Offenbach, Frankfurter Straße 31 LageFlur: 3, Flurstück: 150/8                                                                                               | | 1891                   | 78170 DDB  |
| weitere Bilder                                       | Ehemaliges Fürstenhaus                                                | Offenbach, Frankfurter Straße 32 LageFlur: 1, Flurstück: 19/1                                                                                                | | Ende 18. Jahrhundert   | 78171 DDB  |
| Sachteil: Obergeschoss                               | Sachteil: Obergeschoss                                                | Offenbach, Frankfurter Straße 44 LageFlur: 3, Flurstück: 24/1                                                                                                | | 1745 bis 1795          | 78385 DDB  |
| weitere Bilder                                       |                                                                       | Offenbach, Frankfurter Straße 49 LageFlur: 3, Flurstück: 158                                                                                                 | Wohn- und Geschäftshaus von 1903 | 1903                   | 78172 DDB  |
|                                                      |                                                                       | Offenbach, Frankfurter Straße 55/Kaiserstraße 54 LageFlur: 3, Flurstück: 303/1, 304/1                                                                        | | 1900 bis 1910          | 78167 DDB  |
|                                                      |                                                                       | Offenbach, Frankfurter Straße 59/61 LageFlur: 3, Flurstück: 306                                                                                              | | 1907                   | 78173 DDB  |
| weitere Bilder                                       | Deutsches Ledermuseum                                                 | Offenbach, Frankfurter Straße 86 LageFlur: 1, Flurstück: 44/4                                                                                                | | 1829                   | 78386 DDB  |
| weitere Bilder                                       | Ehemaliger Bunker                                                     | Offenbach, Friedhofstraße 10 LageFlur: 23, Flurstück: 130/2                                                                                                  | | 1941                   | 78187 DDB  |
| weitere Bilder                                       | Sachgesamtheit Alter Friedhof                                         | Offenbach, Friedhofstraße 21 LageFlur: 23, Flurstück: 169/2, 170/2, 171/2                                                                                    | | 1828                   | 78188 DDB  |
| weitere Bilder                                       | Verwaltungsgebäude der AOK                                            | Offenbach, Friedrichsring 2 LageFlur: 20, Flurstück: 139/2                                                                                                   | | 1930                   | 78189 DDB  |
| weitere Bilder                                       | Bundesmonopolverwaltung für Branntwein                                | Offenbach, Friedrichsring 35 LageFlur: 21, Flurstück: 60/2                                                                                                   | | 1952                   | 78190 DDB  |
| weitere Bilder                                       | Gerätehalle                                                           | Offenbach, Friedrichsring 39 LageFlur: 21, Flurstück: 491/2                                                                                                  | | 1911                   | 78388 DDB  |
| weitere Bilder                                       |                                                                       | Offenbach, Geleitsstraße 10 LageFlur: 1, Flurstück: 206/2 | | 1862                   | 78191 DDB  |
|                                                      |                                                                       | Offenbach, Geleitsstraße 17 LageFlur: 1, Flurstück: 188 | | 1900 bis 1910          | 78389 DDB  |
| weitere Bilder                                       | Erich-Kästner-Schule                                                  | Offenbach, Geleitsstraße 18 LageFlur: 1, Flurstück: 264/4, 555/9                                                                                             | | 1884                   | 78192 DDB  |
|                                                      |                                                                       | Offenbach, Geleitsstraße 47 LageFlur: 1, Flurstück: 166/1 | | 1892                   | 78390 DDB  |
|                                                      |                                                                       | Offenbach, Geleitsstraße 49 LageFlur: 1, Flurstück: 165 | | 1892                   | 78391 DDB  |
|                                                      |                                                                       | Offenbach, Geleitsstraße 50 LageFlur: 1, Flurstück: 286 | | 1906                   | 78193 DDB  |
|                                                      |                                                                       | Offenbach, Geleitsstraße 75 LageFlur: 1, Flurstück: 61/1 | | 1865                   | 78194 DDB  |
| weitere Bilder                                       | Fassadenrest der alten Synagoge                                       | Offenbach, Große Marktstraße 12 LageFlur: 1, Flurstück: 137/1                                                                                                | Ostfassade der früheren Synagoge wiederentdeckt und freigelegt. | 1729/1730              | 130650 DDB |
|                                                      |                                                                       | Offenbach, Große Marktstraße 58/Kaiserstraße 53 LageFlur: 1, Flurstück: 158                                                                                  | | 1905                   | 78213 DDB  |
| Bunker                                               | Bunker                                                                | Offenbach, Groß-Hasenbach-Straße 3 LageFlur: 1, Flurstück: 669                                                                                               | | 1942                   | 78393 DDB  |
|                                                      |                                                                       | Offenbach, Groß-Hasenbach-Straße 52 LageFlur: 1, Flurstück: 269                                                                                              | | 1862                   | 78212 DDB  |
| Verladebrücke                                        | Verladebrücke                                                         | Offenbach, Hafen 21–25 (Nordring) Lage | |                        | 129816 DDB |
|                                                      |                                                                       | Offenbach, Hermann-Steinhäuser-Straße 9/11 LageFlur: 2, Flurstück: 460                                                                                       | | 1895                   | 78214 DDB  |
|                                                      |                                                                       | Offenbach, Hermann-Steinhäuser-Straße 13 LageFlur: 2, Flurstück: 459/1                                                                                       | | 1896                   | 78215 DDB  |
|                                                      |                                                                       | Offenbach, Hermann-Steinhäuser-Straße 51 LageFlur: 23, Flurstück: 262                                                                                        | | 1891                   | 78216 DDB  |
|                                                      |                                                                       | Offenbach, Hermann-Steinhäuser-Straße 53/55 LageFlur: 23, Flurstück: 263, 264/1                                                                              | | 1890                   | 78217 DDB  |
|                                                      |                                                                       | Offenbach, Herrnstraße 9 LageFlur: 2, Flurstück: 126 | | 1878                   | 78199 DDB  |
|                                                      |                                                                       | Offenbach, Herrnstraße 16 LageFlur: 2, Flurstück: 119 | | 1909                   | 78394 DDB  |
|                                                      |                                                                       | Offenbach, Herrnstraße 20 LageFlur: 2, Flurstück: 123/1 | | 1911                   | 78218 DDB  |
| weitere Bilder                                       | Französisch-Reformierte Kirche                                        | Offenbach, Herrnstraße 43 LageFlur: 3, Flurstück: 104 | | 1717                   | 78219 DDB  |
| weitere Bilder                                       | Evangelische Stadtkirche                                              | Offenbach, Herrnstraße 44 LageFlur: 3, Flurstück: 139 | Älteste erhaltene lutherische Kirche in Offenbach. Im barocken Stil gehalten. | 1739–1749              | 78220 DDB  |
| weitere Bilder                                       | Ehemalige Schnupftabakfabrik Bernard                                  | Offenbach, Herrnstraße 59–61 LageFlur: 3, Flurstück: 10/7 | | 1898                   | 78221 DDB  |
| Pfarrhaus der Franz.-Reform. Kirche                  | Pfarrhaus der Franz.-Reform. Kirche                                   | Offenbach, Herrnstraße 66 LageFlur: 3, Flurstück: 127/1 | | Anfang 18. Jahrhundert | 78222 DDB  |
| weitere Bilder                                       | Ehemaliges Büsing-Palais und Büsing-Park mit Monopteros und Scheintor | Offenbach, Herrnstraße 80–84/Kaiserstraße 83 LageFlur: 3, Flurstück: 117/3, 118/6                                                                            | | 1770 bis 1780          | 78223 DDB  |
| Ehemaliges Gärtnerhaus                               | Ehemaliges Gärtnerhaus                                                | Offenbach, Herrnstraße 90 LageFlur: 3, Flurstück: 236/4 | | 1775 bis 1785          | 78395 DDB  |
| weitere Bilder                                       | Metzlerscher Badetempel (so genannter Lili-Tempel )                   | Offenbach, Herrnstraße 100 LageFlur: 3, Flurstück: 239/8 | klassizistischer Badetempel des Frankfurter Bankiers Friedrich Metzler. Erbaut wurde der Tempel vom französischen Architekten Nicolas Alexandre Salins de Montfort. | 1798                   | 78396 DDB  |
| weitere Bilder                                       | Grenzstein im Lilipark                                                | Offenbach, Herrnstraße o. Nr. LageFlur: 3, Flurstück: 239/9                                                                                                  | | 1789                   | 78397 DDB  |
| Bild gesucht BW                                      | Gesamtanlage X                                                        | Offenbach, Hohe Straße – Starkenburgring Lage | |                        | 78364 DDB  |
|                                                      |                                                                       | Offenbach, Hohe Straße 1 LageFlur: 7, Flurstück: 106 | | 1909                   | 78224 DDB  |
| weitere Bilder                                       |                                                                       | Offenbach, Hospitalstraße 12 LageFlur: 1, Flurstück: 451 | | 1906                   | 78225 DDB  |
| Amtsgericht                                          | Amtsgericht                                                           | Offenbach, Hospitalstraße 22/Kaiserstraße 16/Luisenstraße 25 LageFlur: 1, Flurstück: 408/1                                                                   | | 1878                   | 78226 DDB  |
|                                                      |                                                                       | Offenbach, Isenburgring 7/9 LageFlur: 7, Flurstück: 13, 14                                                                                                   | | 1906                   | 78227 DDB  |
|                                                      |                                                                       | Offenbach, Isenburgring 12/14 LageFlur: 7, Flurstück: 48, 49                                                                                                 | | 1905                   | 78228 DDB  |
|                                                      |                                                                       | Offenbach, Isenburgring 22 LageFlur: 7, Flurstück: 53 | | 1903                   | 78229 DDB  |
|                                                      |                                                                       | Offenbach, Isenburgring 26 LageFlur: 7, Flurstück: 55 | | 1905                   | 78230 DDB  |
| weitere Bilder                                       |                                                                       | Offenbach, Isenburgring 42 LageFlur: 7, Flurstück: 60 | | 1897                   | 78231 DDB  |
|                                                      |                                                                       | Offenbach, Johann-Strauß-Weg 7–13 LageFlur: 13, Flurstück: 212/1+2, 213/1+2                                                                                  | | 1965                   | 78398 DDB  |
|                                                      |                                                                       | Offenbach, Kaiserstraße 5 LageFlur: 1, Flurstück: 423 | | 1894                   | 78399 DDB  |
| Ehemalige Handelsschule                              | Ehemalige Handelsschule                                               | Offenbach, Kaiserstraße 7 LageFlur: 1, Flurstück: 422/1 | | 1893                   | 78400 DDB  |
| weitere Bilder                                       |                                                                       | Offenbach, Kaiserstraße 8 LageFlur: 1, Flurstück: 401 | | 1907                   | 78401 DDB  |
|                                                      |                                                                       | Offenbach, Kaiserstraße 8 B LageFlur: 1, Flurstück: 403 | | 1908                   | 78241 DDB  |
|                                                      |                                                                       | Offenbach, Kaiserstraße 9 LageFlur: 1, Flurstück: 421 | | 1889                   | 78402 DDB  |
|                                                      |                                                                       | Offenbach, Kaiserstraße 10 LageFlur: 1, Flurstück: 404 | | 1889                   | 78232 DDB  |
|                                                      |                                                                       | Offenbach, Kaiserstraße 11 LageFlur: 1, Flurstück: 420/1 | | 1889                   | 95193 DDB  |
| Firma Goldpfeil                                      | Firma Goldpfeil                                                       | Offenbach, Kaiserstraße 39 LageFlur: 1, Flurstück: 160/1 | | 1911                   | 78403 DDB  |
|                                                      |                                                                       | Offenbach, Kaiserstraße 44 LageFlur: 1, Flurstück: 100/2 | | 1895                   | 78233 DDB  |
|                                                      |                                                                       | Offenbach, Kaiserstraße 54/Frankfurter Straße 55 LageFlur: 3, Flurstück: 303/1                                                                               | | 1900 bis 1910          | 78234 DDB  |
|                                                      |                                                                       | Offenbach, Kaiserstraße 63 A/65 LageFlur: 3, Flurstück: 160, 161                                                                                             | | 1903                   | 78246 DDB  |
|                                                      |                                                                       | Offenbach, Kaiserstraße 67 LageFlur: 3, Flurstück: 162 | | 1902                   | 78235 DDB  |
|                                                      |                                                                       | Offenbach, Kaiserstraße 69 LageFlur: 3, Flurstück: 163/3 | | 1905                   | 78236 DDB  |
| weitere Bilder                                       |                                                                       | Offenbach, Kaiserstraße 77 LageFlur: 3, Flurstück: 168/3 | | 1907                   | 78237 DDB  |
|                                                      |                                                                       | Offenbach, Kaiserstraße 97 LageFlur: 3, Flurstück: 278 | | 1897 bis 1907          | 78242 DDB  |
| weitere Bilder                                       | Neue Synagoge                                                         | Offenbach, Kaiserstraße 109 LageFlur: 3, Flurstück: 273/1 | Denkmalgeschützt ist der Ursprungsbau der 1950er Jahre, der heute vom Erweiterungsbau durchdrungen wird. Er ist als erste Synagoge Hessens nach 1945 und als einer der frühesten in Deutschland ein geschichtliches Denkmal von überregionaler Bedeutung. Ebenso ist er wichtiges Zeugnis im Werk des Architekten Hermann Zvi Guttmann, der nach 1945 zahlreiche Synagogen schuf.                                               | 1955–1956              | 78404 DDB  |
|                                                      |                                                                       | Offenbach, Kaiserstraße 115 LageFlur: 3, Flurstück: 268/1 | | 1900                   | 78245 DDB  |
| Straßenpflaster                                      | Straßenpflaster                                                       | Offenbach, Kaiserstraße o. Nr. LageFlur: 4, Flurstück: 401/1,618                                                                                             | | 1872                   | 78405 DDB  |
|                                                      |                                                                       | Offenbach, Karlstraße 29 LageFlur: 2, Flurstück: 188 | | 1903                   | 78406 DDB  |
|                                                      |                                                                       | Offenbach, Karlstraße 36/38 LageFlur: 2, Flurstück: 216/1 | | 1902                   | 95195 DDB  |
|                                                      |                                                                       | Offenbach, Karlstraße 40 LageFlur: 2, Flurstück: 218 | | 1904                   | 78247 DDB  |
|                                                      |                                                                       | Offenbach, Karlstraße 48/50 LageFlur: 2, Flurstück: 473 | | 1906                   | 78248 DDB  |
| Kirchturm der ehemaligen Schlosskirche               | Kirchturm der ehemaligen Schlosskirche                                | Offenbach, Kirchgasse 15 LageFlur: 3, Flurstück: 4/5 | | 1713                   | 78249 DDB  |
| Gesamtanlage VII                                     | Gesamtanlage VII                                                      | Offenbach, Landgrafenring – Bieberer Straße Lage | |                        | 78361 DDB  |
|                                                      |                                                                       | Offenbach, Landgrafenstraße 7/9 LageFlur: 22, Flurstück: 145,146                                                                                             | | 1901                   | 78262 DDB  |
| weitere Bilder                                       |                                                                       | Offenbach, Linsenberg 19 LageFlur: 3, Flurstück: 228 | | 1902                   | 78264 DDB  |
|                                                      |                                                                       | Offenbach, Ludwigstraße 11 LageFlur: 1, Flurstück: 319 | | 1905                   | 78266 DDB  |
|                                                      |                                                                       | Offenbach, Ludwigstraße 21 LageFlur: 1, Flurstück: 315 | | 1893                   | 78267 DDB  |
| weitere Bilder                                       |                                                                       | Offenbach, Ludwigstraße 33 LageFlur: 1, Flurstück: 311/2 | | 1913                   | 78269 DDB  |
|                                                      |                                                                       | Offenbach, Ludwigstraße 41 LageFlur: 1, Flurstück: 309 | | 1890                   | 78270 DDB  |
| Ludwigstraße 43                                      |                                                                       | Offenbach, Ludwigstraße 43 LageFlur: 1, Flurstück: 308 | | 1865                   | 78200 DDB  |
|                                                      |                                                                       | Offenbach, Ludwigstraße 81 LageFlur: 3, Flurstück: 325/2 | | 1907                   | 78274 DDB  |
|                                                      |                                                                       | Offenbach, Ludwigstraße 85 LageFlur: 3, Flurstück: 326/3 | | 1876                   | 78275 DDB  |
|                                                      |                                                                       | Offenbach, Ludwigstraße 91 LageFlur: 3, Flurstück: 329 | | 1913                   | 78277 DDB  |
| weitere Bilder                                       | Pfauen-Haus                                                           | Offenbach, Luisenstraße 5 LageFlur: 1, Flurstück: 386 | Mietshaus im Jugendstil | 1902                   | 78282 DDB  |
| weitere Bilder                                       |                                                                       | Offenbach, Luisenstraße 6 LageFlur: 1, Flurstück: 365/1 | | 1897                   | 78283 DDB  |
| Luisenstraße 8                                       |                                                                       | Offenbach, Luisenstraße 8 LageFlur: 1, Flurstück: 367 | | 1893                   | 78284 DDB  |
| weitere Bilder                                       |                                                                       | Offenbach, Luisenstraße 9/11 LageFlur: 1, Flurstück: 379/2, 382                                                                                              | | 1891                   | 78285 DDB  |
| weitere Bilder                                       |                                                                       | Offenbach, Luisenstraße 19 LageFlur: 1, Flurstück: 376/2 | | 1888                   | 78286 DDB  |
| weitere Bilder                                       | Ehemaliges Ortsgerichtsgebäude                                        | Offenbach, Luisenstraße 27 LageFlur: 1, Flurstück: 373 | | 1900                   | 78287 DDB  |
|                                                      |                                                                       | Offenbach, Luisenstraße 42 LageFlur: 1, Flurstück: 62/2 | | 1881                   | 78288 DDB  |
| weitere Bilder                                       | Ehemaliges Fabrikgebäude                                              | Offenbach, Luisenstraße 63 LageFlur: 1, Flurstück: 31/3 | | 1912                   | 78289 DDB  |
| weitere Bilder                                       | Gesamtanlage II                                                       | Offenbach, Mainstraße – Speyerstraße Lage | |                        | 78356 DDB  |
|                                                      |                                                                       | Offenbach, Mainstraße 37 LageFlur: 3, Flurstück: 243 | | 1903                   | 78290 DDB  |
| weitere Bilder                                       |                                                                       | Offenbach, Mainstraße 129 LageFlur: 23, Flurstück: 290/1 | | 1896                   | 78291 DDB  |
| weitere Bilder                                       |                                                                       | Offenbach, Mainstraße 137 LageFlur: 23, Flurstück: 294/2 | | 1894                   | 78292 DDB  |
| Haus der Bäcker                                      | Haus der Bäcker                                                       | Offenbach, Mainstraße 143 LageFlur: 23, Flurstück: 296/22 | | 1908                   | 78293 DDB  |
| weitere Bilder                                       | Ehemalige Villa Oehler                                                | Offenbach, Mainstraße 159 LageFlur: 23, Flurstück: 307/34 | | 1873                   | 78408 DDB  |
| weitere Bilder                                       | Sozialgebäude und Badehaus Mainstraße 169                             | Offenbach, Friedhofsstraße / Ecke Mühlheimer Straße LageFlur: 23, Flurstück: 307/78, 307/79                                                                  | Architekt Hans Bernoulli, nur erster Bauabschnitt realisiert | 1908 bis 1910          | 130151 DDB |
| Bild gesucht BW                                      | Gesamtanlage IX                                                       | Offenbach, Marienstraße – Hohe Straße Lage | |                        | 78363 DDB  |
|                                                      |                                                                       | Offenbach, Marienstraße 26 LageFlur: 7, Flurstück: 95 | | 1906                   | 78295 DDB  |
|                                                      |                                                                       | Offenbach, Marienstraße 28 LageFlur: 7, Flurstück: 92/1 | |                        | 78296 DDB  |
|                                                      |                                                                       | Offenbach, Marienstraße 74 LageFlur: 7, Flurstück: 104 | | 1904                   | 78297 DDB  |
|                                                      |                                                                       | Offenbach, Marienstraße 116 LageFlur: 7, Flurstück: 43 | | 1898                   | 78298 DDB  |
| weitere Bilder                                       | Verwaltungsgebäude der Polizei                                        | Offenbach, Mathildenstraße 1 LageFlur: 23, Flurstück: 103/8                                                                                                  | | 1885                   | 78299 DDB  |
| weitere Bilder                                       |                                                                       | Offenbach, Merianstraße 67 LageFlur: 8, Flurstück: 216/3 | | 1902                   | 78409 DDB  |
| Evangelische Markuskirche                            | Evangelische Markuskirche                                             | Offenbach, Obere Grenzstraße 90 LageFlur: 9, Flurstück: 42/3                                                                                                 | | 1959                   | 78410 DDB  |
| Gesamtanlage IV                                      | Gesamtanlage IV                                                       | Offenbach, Östliche Stadterweiterung Lage | |                        | 78358 DDB  |
|                                                      |                                                                       | Offenbach, Querstraße 18 LageFlur: 23, Flurstück: 176/1 | | 1904                   | 78307 DDB  |
|                                                      |                                                                       | Offenbach, Rathenaustraße 23 LageFlur: 1, Flurstück: 335 | | 1899                   | 78308 DDB  |
|                                                      |                                                                       | Offenbach, Rathenaustraße 38 LageFlur: 1, Flurstück: 288 | | 1888                   | 78309 DDB  |
| Bild gesucht BW                                      | Gesamtanlage XII                                                      | Offenbach, Robert-Koch-Straße Lage | |                        | 78366 DDB  |
| Ehemaliges städtisches Leihhaus                      | Ehemaliges städtisches Leihhaus                                       | Offenbach, Sandgasse 26 LageFlur: 2, Flurstück: 679 | | 1903                   | 78310 DDB  |
| weitere Bilder                                       |                                                                       | Offenbach, Schäferstraße 5 LageFlur: 7, Flurstück: 137/2 | | 1908                   | 78311 DDB  |
| weitere Bilder                                       |                                                                       | Offenbach, Schlossstraße 27 LageFlur: 2, Flurstück: 702/6 | | 1786 bis 1796          | 78313 DDB  |
| weitere Bilder                                       | Hochschule für Gestaltung und Ludo-Mayer-Brunnen                      | Offenbach, Schlossstraße 31 LageFlur: 2, 3, Flurstück: 2/2, 709/8                                                                                            | | 1909                   | 78314 DDB  |
| weitere Bilder                                       | Isenburger Schloss                                                    | Offenbach, Schlossstraße 66 LageFlur: 3, Flurstück: 2/12 | | Anfang 16. Jahrhundert | 78315 DDB  |
| Bild gesucht BW                                      | Gesamtanlage VIII                                                     | Offenbach, Senefelderstraße – Waldstraße Lage | |                        | 78362 DDB  |
| weitere Bilder                                       |                                                                       | Offenbach, Senefelderstraße 55 LageFlur: 21, Flurstück: 148                                                                                                  | | 1911                   | 78316 DDB  |
| Grenzstein                                           | Grenzstein                                                            | Offenbach, Senefelderstraße o. Nr. LageFlur: 14, Flurstück: 1/5                                                                                              | |                        | 78413 DDB  |
| weitere Bilder                                       |                                                                       | Offenbach, Speyerstraße 17 LageFlur: 3, Flurstück: 227 | | 1902                   | 78317 DDB  |
| weitere Bilder                                       |                                                                       | Offenbach, Sprendlinger Landstraße 5 LageFlur: 8, Flurstück: 65                                                                                              | | 1896                   | 78318 DDB  |
|                                                      |                                                                       | Offenbach, Sprendlinger Landstraße 13 LageFlur: 8, Flurstück: 61                                                                                             | | 1898                   | 78319 DDB  |
|                                                      |                                                                       | Offenbach, Sprendlinger Landstraße 103 LageFlur: 8, Flurstück: 125/1                                                                                         | | 1889                   | 78320 DDB  |
| weitere Bilder                                       | Steintisch                                                            | Offenbach, Sprendlinger Landstraße o. Nr. Lage | |                        | 78414 DDB  |
| Ehemaliges Kreisgesundheitsamt                       | Ehemaliges Kreisgesundheitsamt                                        | Offenbach, Starkenburgring 12A LageFlur: 7, Flurstück: 181                                                                                                   | | 1923                   | 78324 DDB  |
| weitere Bilder                                       | Doppelhaus Starkenburgring 14/16                                      | Offenbach, Starkenburgring 14/16 LageFlur: 7, Flurstück: 180/1 + 2                                                                                           | | 1909                   | 78322 DDB  |
|                                                      |                                                                       | Offenbach, Starkenburgring 17 LageFlur: 21, Flurstück: 72 | | 1911                   | 78323 DDB  |
| Bild gesucht BW                                      | Gesamtanlage III                                                      | Offenbach, Südliche Stadterweiterung Lage | |                        | 78357 DDB  |
| weitere Bilder                                       |                                                                       | Offenbach, Taunusring 19 LageFlur: 8, Flurstück: 55/5 | | 1912                   | 78325 DDB  |
|                                                      |                                                                       | Offenbach, Taunusring 21 LageFlur: 8, Flurstück: 51/2 | | 1913                   | 78326 DDB  |
| weitere Bilder                                       | Evangelische Lutherkirche                                             | Offenbach, Waldstraße 74 LageFlur: 21, Flurstück: 293 | | 1911                   | 78341 DDB  |
|                                                      |                                                                       | Offenbach, Waldstraße 98/100 LageFlur: 21, Flurstück: 276, 277                                                                                               | | 1877                   | 78342 DDB  |
| weitere Bilder                                       | Albert-Schweitzer-Schule                                              | Offenbach, Waldstraße 113-121 LageFlur: 21, Flurstück: 58/4, 58/5                                                                                            | | 1908                   | 78343 DDB  |
| weitere Bilder                                       |                                                                       | Offenbach, Waldstraße 165 LageFlur: 20, Flurstück: 126 | | 1903                   | 78344 DDB  |
|                                                      |                                                                       | Offenbach, Waldstraße 178 LageFlur: 20, Flurstück: 164/3 | | 1912                   | 78345 DDB  |
|                                                      |                                                                       | Offenbach, Wilhelmsplatz 19 LageFlur: 2, Flurstück: 308 | | 1910                   | 78346 DDB  |
| weitere Bilder                                       |                                                                       | Offenbach, Wilhelmstraße 10 LageFlur: 2, Flurstück: 331 | | 1893                   | 78347 DDB  |
| Wilhelmschule                                        | Wilhelmschule                                                         | Offenbach, Wilhelmstraße 12 LageFlur: 2, Flurstück: 332/1 | | 1886                   | 78348 DDB  |
|                                                      |                                                                       | Offenbach, Ziegelstraße 2 LageFlur: 2, Flurstück: 672/3 | | 1895                   | 78349 DDB  |

## Ehemalige Kulturdenkmäler
| Bild           | Bezeichnung                         | Lage                                             | Beschreibung                       | Bauzeit   | Objekt-Nr. |
| -------------- | ----------------------------------- | ------------------------------------------------ | ---------------------------------- | --------- | ---------- |
| weitere Bilder | Gesamtanlage XIV (Milchhofsiedlung) | Offenbach, Siedlung Sprendlinger Landstraße Lage | Die Siedlung wurde 2013 abgerissen | 1936–1938 |            |